# Мария Гессен-Кассельская
Мария Вильгельмина Фридерика Гессен-Кассель-Румпенхейм (нем. Marie Wilhelmine Friederike von Hessen-Kassel zu Rumpenheim; 21 января 1796, Ханау — 30 декабря 1880, Нойштрелиц) — ландграфиня Гессен-Кассель-Румпенхеймская, в замужестве великая герцогиня Мекленбург-Стрелицкая.

## Семья
Мария Гессен-Кассельская — дочь ландграфа Фридриха Гессен-Кассель-Румпенхеймского и Каролины Поликсены Нассау-Узингенской (1762—1823).
12 августа 1817 года Мария вышла замуж за великого герцога Георга Мекленбург-Стрелицкого, сына великого герцога Карла II Мекленбург-Стрелицкого и принцессы Фридерики Гессен-Дармштадтской.
Мария была талантливой художницей. Она писала преимущественно копии известных произведений старых мастеров, некоторые из которых сохранились до настоящего времени.

## Потомки
- Луиза (1818—1842)
- Фридрих Вильгельм (1819—1904), великий герцог Мекленбург-Стрелица, 1 сын
- Каролина Шарлотта Марианна (1821—1876), замужем за кронпринцем Дании Фредериком (развод), брак бездетный
- Георг (1824—1876), женат на Екатерине Михайловне (1827—1894), 3 детей